# Cielmów
Cielmów (niem. Zilmsdorf) – wieś w Polsce położona w województwie lubuskim, w powiecie żarskim, w gminie Tuplice. Wieś jest położona nad drogą wojewódzką nr 294. Cielmów jest 2 km na wschód od Tuplic, i 26 km na zachód od Żar. Wieś liczy ok. 350 mieszkańców.
W latach 1975–1998 miejscowość administracyjnie należała do województwa zielonogórskiego.